# Csehország településeinek listája S–Ž
Csehország településeinek listája az ország háromszintű közigazgatási rendszerében a legalsó szintű, a kerületeket alkotó járások felosztásával kialakított közigazgatási egységeket sorolja fel a Cseh Statisztikai Hivatal hivatalos településnévtára alapján. A magyar betűrend szerint felsorolt név mellett zárójelben feltüntettük a közigazgatási egység típusát (város – město; mezőváros – městys; község – obec; katonai terület – vojenský újezd), továbbá a járás nevét, amelynek az adott község beosztott egysége.

## S
- Šabina (község, Sokolovi j.)
- Sádek (község, Příbrami j.)
- Sádek (község, Svitavyi j.)
- Sadov (község, Karlovy Vary-i j.)
- Sadová (község, Hradec Králové-i j.)
- Sadská (város, Nymburki j.)
- Šafov (község, Znojmói j.)
- Šakvice (község, Břeclavi j.)
- Salačova Lhota (község, Pelhřimovi j.)
- Salaš (község, Uherské Hradiště-i j.)
- Samopše (község, Kutná Hora-i j.)
- Samotišky (község, Olomouci j.)
- Samšín (község, Pelhřimovi j.)
- Samšina (község, Jičíni j.)
- Šanov (község, Rakovníki j.)
- Šanov (község, Zlíni j.)
- Šanov (község, Znojmói j.)
- Sány (község, Nymburki j.)
- Šaplava (község, Hradec Králové-i j.)
- Šaratice (község, Vyškovi j.)
- Šardice (község, Hodoníni j.)
- Šárovcova Lhota (község, Jičíni j.)
- Šarovy (község, Zlíni j.)
- Šatov (mezőváros, Znojmói j.)
- Sázava (város, Benešovi j.)
- Sázava (község, Ústí nad Orlicí-i j.)
- Sázava (község, Žďár nad Sázavou-i j.)
- Sázavka (község, Havlíčkův Brod-i j.)
- Sazená (község, Kladnói j.)
- Sazomín (község, Žďár nad Sázavou-i j.)
- Sazovice (község, Zlíni j.)
- Sběř (község, Jičíni j.)
- Schořov (község, Kutná Hora-i j.)
- Sebečice (község, Rokycanyi j.)
- Šebestěnice (község, Kutná Hora-i j.)
- Šebetov (község, Blanskói j.)
- Šebířov (község, Tábori j.)
- Šebkovice (község, Třebíči j.)
- Sebranice (község, Blanskói j.)
- Sebranice (község, Svitavyi j.)
- Šebrov-Kateřina (község, Blanskói j.)
- Seč (város, Chrudimi j.)
- Seč (község, Dél-plzeňi j.)
- Seč (község, Ústí nad Orlicí-i j.)
- Šedivec (község, Ústí nad Orlicí-i j.)
- Sedlatice (község, Jihlavai j.)
- Sedlčany (város, Příbrami j.)
- Sedlec (község, Břeclavi j.)
- Sedlec (község, České Budějovice-i j.)
- Sedlec (község, Észak-plzeňi j.)
- Sedlec (község, Kelet-prágai j.)
- Sedlec (község, Litoměřicei j.)
- Sedlec (község, Mladá Boleslav-i j.)
- Sedlec (község, Třebíči j.)
- Sedlečko u Soběslavě (község, Tábori j.)
- Sedlec-Prčice (város, Příbrami j.)
- Sedlejov (község, Jihlavai j.)
- Sedletín (község, Havlíčkův Brod-i j.)
- Sedlice (község, Pelhřimovi j.)
- Sedlice (község, Příbrami j.)
- Sedlice (város, Strakonicei j.)
- Sedliště (község, Dél-plzeňi j.)
- Sedliště (község, Frýdek-místeki j.)
- Sedliště (község, Jičíni j.)
- Sedliště (község, Svitavyi j.)
- Sedlnice (község, Nový Jičín-i j.)
- Sedloňov (község, Rychnov nad Kněžnou-i j.)
- Sehradice (község, Zlíni j.)
- Sejřek (község, Žďár nad Sázavou-i j.)
- Sekeřice (község, Jičíni j.)
- Šelešovice (község, Kroměříži j.)
- Seletice (község, Nymburki j.)
- Selmice (község, Pardubicei j.)
- Seloutky (község, Prostějovi j.)
- Semanín (község, Ústí nad Orlicí-i j.)
- Semčice (község, Mladá Boleslav-i j.)
- Semechnice (község, Rychnov nad Kněžnou-i j.)
- Semice (község, Nymburki j.)
- Semily (város, Semilyi j.)
- Semín (község, Pardubicei j.)
- Semněvice (község, Domažlicei j.)
- Šemnice (község, Karlovy Vary-i j.)
- Semtěš (község, Kutná Hora-i j.)
- Sendraž (község, Náchodi j.)
- Sendražice (község, Hradec Králové-i j.)
- Senec (község, Rakovníki j.)
- Senetářov (község, Blanskói j.)
- Senice (község, Nymburki j.)
- Senice na Hané (község, Olomouci j.)
- Senička (község, Olomouci j.)
- Seninka (község, Vsetíni j.)
- Senohraby (község, Kelet-prágai j.)
- Senomaty (mezőváros, Rakovníki j.)
- Senorady (község, Brno-vidéki j.)
- Šenov (város, Ostrava városi j.)
- Šenov u Nového Jičína (község, Nový Jičín-i j.)
- Senožaty (község, Pelhřimovi j.)
- Sentice (község, Brno-vidéki j.)
- Sepekov (mezőváros, Píseki j.)
- Šerkovice (község, Brno-vidéki j.)
- Šestajovice (község, Kelet-prágai j.)
- Šestajovice (község, Náchodi j.)
- Šetějovice (község, Benešovi j.)
- Ševětín (mezőváros, České Budějovice-i j.)
- Sezemice (község, Mladá Boleslav-i j.)
- Sezemice (város, Pardubicei j.)
- Sezimovo Ústí (város, Tábori j.)
- Sibřina (község, Kelet-prágai j.)
- Šilheřovice (község, Opavai j.)
- Silůvky (község, Brno-vidéki j.)
- Šimanov (község, Jihlavai j.)
- Šimonovice (község, Libereci j.)
- Šindelová (község, Sokolovi j.)
- Šípy (község, Rakovníki j.)
- Sirá (község, Rokycanyi j.)
- Sirákov (község, Žďár nad Sázavou-i j.)
- Siřejovice (község, Litoměřicei j.)
- Široká Niva (község, Bruntáli j.)
- Široký Důl (község, Svitavyi j.)
- Šišma (község, Přerovi j.)
- Šitbořice (község, Břeclavi j.)
- Sivice (község, Brno-vidéki j.)
- Skalice (község, Hradec Králové-i j.)
- Skalice (község, Tábori j.)
- Skalice (község, Znojmói j.)
- Skalice nad Svitavou (község, Blanskói j.)
- Skalice u České Lípy (község, Česká Lípa-i j.)
- Skalička (község, Brno-vidéki j.)
- Skalička (község, Přerovi j.)
- Skalka (község, Hodoníni j.)
- Skalka (község, Prostějovi j.)
- Skalka u Doks (község, Česká Lípa-i j.)
- Skalná (város, Chebi j.)
- Skalsko (község, Mladá Boleslav-i j.)
- Skály (község, Píseki j.)
- Skály (község, Strakonicei j.)
- Skapce (község, Tachovi j.)
- Skašov (község, Dél-plzeňi j.)
- Skaštice (község, Kroměříži j.)
- Sklené (község, Svitavyi j.)
- Sklené (község, Žďár nad Sázavou-i j.)
- Sklené nad Oslavou (község, Žďár nad Sázavou-i j.)
- Skočice (község, Strakonicei j.)
- Skomelno (község, Rokycanyi j.)
- Skopytce (község, Tábori j.)
- Skořenice (község, Ústí nad Orlicí-i j.)
- Skořice (község, Rokycanyi j.)
- Skorkov (község, Havlíčkův Brod-i j.)
- Skorkov (község, Mladá Boleslav-i j.)
- Skoronice (község, Hodoníni j.)
- Skorošice (község, Jeseníki j.)
- Skorotice (község, Žďár nad Sázavou-i j.)
- Skotnice (község, Nový Jičín-i j.)
- Skrbeň (község, Olomouci j.)
- Skrchov (község, Blanskói j.)
- Škrdlovice (község, Žďár nad Sázavou-i j.)
- Skřinářov (község, Žďár nad Sázavou-i j.)
- Skřipel (község, Berouni j.)
- Skřipov (község, Opavai j.)
- Skřípov (község, Prostějovi j.)
- Skřivany (község, Hradec Králové-i j.)
- Skršín (község, Mosti j.)
- Skrýchov u Malšic (község, Tábori j.)
- Skryje (község, Brno-vidéki j.)
- Skryje (község, Havlíčkův Brod-i j.)
- Skryje (község, Rakovníki j.)
- Skuhrov (község, Berouni j.)
- Skuhrov (község, Havlíčkův Brod-i j.)
- Skuhrov (község, Jablonec nad Nisou-i j.)
- Skuhrov nad Bělou (község, Rychnov nad Kněžnou-i j.)
- Skuteč (város, Chrudimi j.)
- Škvorec (mezőváros, Kelet-prágai j.)
- Škvořetice (község, Strakonicei j.)
- Skvrňov (község, Kolíni j.)
- Slabce (mezőváros, Rakovníki j.)
- Slabčice (község, Píseki j.)
- Slaná (község, Semilyi j.)
- Slaník (község, Strakonicei j.)
- Slaný (város, Kladnói j.)
- Šlapanice (város, Brno-vidéki j.)
- Šlapanice (község, Kladnói j.)
- Šlapanov (község, Havlíčkův Brod-i j.)
- Slapsko (község, Tábori j.)
- Slapy (község, Nyugat-prágai j.)
- Slapy (község, Tábori j.)
- Slatina (község, Észak-plzeňi j.)
- Slatina (község, Kladnói j.)
- Slatina (község, Klatovyi j.)
- Slatina (község, Litoměřicei j.)
- Slatina (község, Nový Jičín-i j.)
- Slatina (község, Svitavyi j.)
- Slatina (község, Ústí nad Orlicí-i j.)
- Slatina (község, Znojmói j.)
- Slatina nad Úpou (község, Náchodi j.)
- Slatina nad Zdobnicí (község, Rychnov nad Kněžnou-i j.)
- Slatiňany (város, Chrudimi j.)
- Slatinice (község, Olomouci j.)
- Slatinky (község, Prostějovi j.)
- Slatiny (község, Jičíni j.)
- Slavče (község, České Budějovice-i j.)
- Slavětice (község, Třebíči j.)
- Slavětín (község, Havlíčkův Brod-i j.)
- Slavětín (mezőváros, Lounyi j.)
- Slavětín (község, Olomouci j.)
- Slavětín nad Metují (község, Náchodi j.)
- Slavhostice (község, Jičíni j.)
- Slavičín (város, Zlíni j.)
- Slavičky (község, Třebíči j.)
- Slavíkov (község, Havlíčkův Brod-i j.)
- Slavíkovice (község, Třebíči j.)
- Slavkov (község, Opavai j.)
- Slavkov (község, Uherské Hradiště-i j.)
- Slavkov pod Hostýnem (község, Kroměříži j.)
- Slavkov u Brna (város, Vyškovi j.)
- Slavníč (község, Havlíčkův Brod-i j.)
- Slavonice (város, Jindřichův Hradec-i j.)
- Slavoňov (község, Náchodi j.)
- Slavošov (község, Kutná Hora-i j.)
- Šléglov (község, Šumperki j.)
- Slepotice (község, Pardubicei j.)
- Slezské Pavlovice (község, Bruntáli j.)
- Slezské Rudoltice (község, Bruntáli j.)
- Slopné (község, Zlíni j.)
- Sloup (mezőváros, Blanskói j.)
- Sloup v Čechách (község, Česká Lípa-i j.)
- Sloupnice (község, Svitavyi j.)
- Sloupno (község, Havlíčkův Brod-i j.)
- Sloupno (község, Hradec Králové-i j.)
- Sloveč (község, Nymburki j.)
- Slověnice (község, Benešovi j.)
- Sluhy (község, Kelet-prágai j.)
- Šluknov (város, Děčíni j.)
- Slunečná (község, Česká Lípa-i j.)
- Slup (község, Znojmói j.)
- Slušovice (város, Zlíni j.)
- Sluštice (község, Kelet-prágai j.)
- Služátky (község, Havlíčkův Brod-i j.)
- Služovice (község, Opavai j.)
- Smečno (város, Kladnói j.)
- Smědčice (község, Rokycanyi j.)
- Smetanova Lhota (község, Píseki j.)
- Smidary (község, Hradec Králové-i j.)
- Smilkov (község, Benešovi j.)
- Smilovice (község, Frýdek-místeki j.)
- Smilovice (község, Mladá Boleslav-i j.)
- Smilovice (község, Rakovníki j.)
- Smilovy Hory (község, Tábori j.)
- Smiřice (város, Hradec Králové-i j.)
- Smolné Pece (község, Karlovy Vary-i j.)
- Smolnice (község, Lounyi j.)
- Smolotely (község, Příbrami j.)
- Smrček (község, Chrudimi j.)
- Smrčná (község, Jihlavai j.)
- Smrk (község, Třebíči j.)
- Smržice (község, Prostějovi j.)
- Smržov (község, Hradec Králové-i j.)
- Smržov (község, Jindřichův Hradec-i j.)
- Smržovka (város, Jablonec nad Nisou-i j.)
- Snědovice (község, Litoměřicei j.)
- Snět (község, Benešovi j.)
- Sněžné (község, Rychnov nad Kněžnou-i j.)
- Sněžné (mezőváros, Žďár nad Sázavou-i j.)
- Snovídky (község, Vyškovi j.)
- Sobčice (község, Jičíni j.)
- Soběchleby (község, Přerovi j.)
- Soběhrdy (község, Benešovi j.)
- Soběkury (község, Dél-plzeňi j.)
- Soběnov (község, Český Krumlov-i j.)
- Soběraz (község, Jičíni j.)
- Soběšice (község, Klatovyi j.)
- Soběšín (község, Kutná Hora-i j.)
- Soběslav (város, Tábori j.)
- Soběslavice (község, Libereci j.)
- Soběšovice (község, Frýdek-místeki j.)
- Soběsuky (község, Kroměříži j.)
- Sobětuchy (község, Chrudimi j.)
- Sobíňov (község, Havlíčkův Brod-i j.)
- Sobíšky (község, Přerovi j.)
- Sobkovice (község, Ústí nad Orlicí-i j.)
- Sobotín (község, Šumperki j.)
- Sobotka (város, Jičíni j.)
- Sobotovice (község, Brno-vidéki j.)
- Sobůlky (község, Hodoníni j.)
- Sojovice (község, Mladá Boleslav-i j.)
- Sokoleč (község, Nymburki j.)
- Sokolnice (község, Brno-vidéki j.)
- Sokolov (város, Sokolovi j.)
- Solenice (község, Příbrami j.)
- Solnice (város, Rychnov nad Kněžnou-i j.)
- Šonov (község, Náchodi j.)
- Sopotnice (község, Ústí nad Orlicí-i j.)
- Sopřeč (község, Pardubicei j.)
- Sosnová (község, Česká Lípa-i j.)
- Sosnová (község, Opavai j.)
- Šošůvka (község, Blanskói j.)
- Souňov (község, Kutná Hora-i j.)
- Sousedovice (község, Strakonicei j.)
- Soutice (község, Benešovi j.)
- Sovětice (község, Hradec Králové-i j.)
- Sovínky (mezőváros, Mladá Boleslav-i j.)
- Sovolusky (község, Pardubicei j.)
- Spálené Poříčí (város, Dél-plzeňi j.)
- Spálov (mezőváros, Nový Jičín-i j.)
- Spáňov (község, Domažlicei j.)
- Spělkov (község, Žďár nad Sázavou-i j.)
- Spešov (község, Blanskói j.)
- Špičky (község, Přerovi j.)
- Špindlerův Mlýn (város, Trutnovi j.)
- Spojil (község, Pardubicei j.)
- Spomyšl (község, Mělníki j.)
- Spořice (község, Chomutovi j.)
- Spytihněv (község, Zlíni j.)
- Srbce (község, Prostějovi j.)
- Srbeč (község, Rakovníki j.)
- Srbice (község, Domažlicei j.)
- Srbice (község, Teplicei j.)
- Srbská Kamenice (község, Děčíni j.)
- Srbsko (község, Berouni j.)
- Srby (község, Dél-plzeňi j.)
- Srby (község, Domažlicei j.)
- Srch (község, Pardubicei j.)
- Srní (község, Klatovyi j.)
- Srnín (község, Český Krumlov-i j.)
- Srnojedy (község, Pardubicei j.)
- Srubec (község, České Budějovice-i j.)
- Sruby (község, Ústí nad Orlicí-i j.)
- Štáblovice (község, Opavai j.)
- Stachy (község, Prachaticei j.)
- Stádlec (mezőváros, Tábori j.)
- Šťáhlavy (község, Plzeň városi j.)
- Stáj (község, Jihlavai j.)
- Stálky (község, Znojmói j.)
- Staňkov (város, Domažlicei j.)
- Staňkov (község, Jindřichův Hradec-i j.)
- Staňkovice (község, Kutná Hora-i j.)
- Staňkovice (község, Litoměřicei j.)
- Staňkovice (község, Lounyi j.)
- Stanovice (község, Karlovy Vary-i j.)
- Stanovice (község, Trutnovi j.)
- Stanoviště (község, Brno-vidéki j.)
- Stará Červená Voda (község, Jeseníki j.)
- Stará Huť (község, Příbrami j.)
- Stará Lysá (község, Nymburki j.)
- Stará Paka (község, Jičíni j.)
- Stará Říše (mezőváros, Jihlavai j.)
- Stará Ves (község, Bruntáli j.)
- Stará Ves (község, Přerovi j.)
- Stará Ves nad Ondřejnicí (község, Ostrava városi j.)
- Stará Voda (község, Chebi j.)
- Stará Voda (község, Hradec Králové-i j.)
- Staré Bříště (község, Pelhřimovi j.)
- Staré Buky (község, Trutnovi j.)
- Staré Hamry (község, Frýdek-místeki j.)
- Staré Heřminovy (község, Bruntáli j.)
- Staré Hobzí (község, Jindřichův Hradec-i j.)
- Staré Hodějovice (község, České Budějovice-i j.)
- Staré Hradiště (község, Pardubicei j.)
- Staré Hrady (község, Jičíni j.)
- Staré Hutě (község, Uherské Hradiště-i j.)
- Staré Jesenčany (község, Pardubicei j.)
- Staré Křečany (község, Děčíni j.)
- Staré Město (község, Bruntáli j.)
- Staré Město (község, Frýdek-místeki j.)
- Staré Město (város, Šumperki j.)
- Staré Město (község, Svitavyi j.)
- Staré Město (város, Uherské Hradiště-i j.)
- Staré Město pod Landštejnem (mezőváros, Jindřichův Hradec-i j.)
- Staré Místo (község, Jičíni j.)
- Staré Sedliště (község, Tachovi j.)
- Staré Sedlo (község, Sokolovi j.)
- Staré Sedlo (község, Tachovi j.)
- Staré Smrkovice (község, Jičíni j.)
- Staré Těchanovice (község, Opavai j.)
- Staré Ždánice (község, Pardubicei j.)
- Stařeč (mezőváros, Třebíči j.)
- Stařechovice (község, Prostějovi j.)
- Staříč (község, Frýdek-místeki j.)
- Starkoč (község, Kutná Hora-i j.)
- Stárkov (város, Náchodi j.)
- Štarnov (község, Olomouci j.)
- Starosedlský Hrádek (község, Příbrami j.)
- Starovice (község, Břeclavi j.)
- Starovičky (község, Břeclavi j.)
- Starý Bydžov (község, Hradec Králové-i j.)
- Starý Hrozenkov (község, Uherské Hradiště-i j.)
- Starý Jičín (község, Nový Jičín-i j.)
- Starý Kolín (község, Kolíni j.)
- Starý Mateřov (község, Pardubicei j.)
- Starý Petřín (község, Znojmói j.)
- Starý Plzenec (város, Plzeň városi j.)
- Starý Poddvorov (község, Hodoníni j.)
- Starý Šachov (község, Děčíni j.)
- Starý Vestec (község, Nymburki j.)
- Stašov (község, Berouni j.)
- Stašov (község, Svitavyi j.)
- Statenice (község, Nyugat-prágai j.)
- Stavenice (község, Šumperki j.)
- Stavěšice (község, Hodoníni j.)
- Stéblová (község, Pardubicei j.)
- Stebno (község, Ústí nad Labem-i j.)
- Stěbořice (község, Opavai j.)
- Štěchov (község, Blanskói j.)
- Štěchovice (mezőváros, Nyugat-prágai j.)
- Štěchovice (község, Strakonicei j.)
- Štědrá (község, Karlovy Vary-i j.)
- Stehelčeves (község, Kladnói j.)
- Stehlovice (község, Píseki j.)
- Štěkeň (mezőváros, Strakonicei j.)
- Štěměchy (község, Třebíči j.)
- Štěnovice (község, Dél-plzeňi j.)
- Štěnovický Borek (község, Plzeň városi j.)
- Štěpánkovice (község, Opavai j.)
- Štěpánov (község, Olomouci j.)
- Štěpánov nad Svratkou (mezőváros, Žďár nad Sázavou-i j.)
- Štěpánovice (község, Brno-vidéki j.)
- Štěpánovice (község, České Budějovice-i j.)
- Štěpkov (község, Třebíči j.)
- Šternberk (város, Olomouci j.)
- Štětí (város, Litoměřicei j.)
- Štětkovice (község, Příbrami j.)
- Stěžery (község, Hradec Králové-i j.)
- Štichov (község, Domažlicei j.)
- Štichovice (község, Észak-plzeňi j.)
- Štíhlice (község, Kelet-prágai j.)
- Stínava (község, Prostějovi j.)
- Štipoklasy (község, Kutná Hora-i j.)
- Štítary (mezőváros, Znojmói j.)
- Štítina (község, Opavai j.)
- Štítná nad Vláří-Popov (község, Zlíni j.)
- Štítov (község, Rokycanyi j.)
- Štíty (város, Šumperki j.)
- Stochov (város, Kladnói j.)
- Stod (város, Dél-plzeňi j.)
- Stojčín (község, Pelhřimovi j.)
- Stojice (község, Pardubicei j.)
- Štoky (mezőváros, Havlíčkův Brod-i j.)
- Stolany (község, Chrudimi j.)
- Stonařov (mezőváros, Jihlavai j.)
- Stonava (község, Karvinái j.)
- Stošíkovice na Louce (község, Znojmói j.)
- Stožec (község, Prachaticei j.)
- Stožice (község, Strakonicei j.)
- Strachoňovice (község, Jihlavai j.)
- Strachotice (község, Znojmói j.)
- Strachotín (község, Břeclavi j.)
- Strachujov (község, Žďár nad Sázavou-i j.)
- Stračov (község, Hradec Králové-i j.)
- Stradonice (község, Kladnói j.)
- Stradouň (község, Ústí nad Orlicí-i j.)
- Strahovice (község, Opavai j.)
- Strakonice (város, Strakonicei j.)
- Strakov (község, Svitavyi j.)
- Straky (község, Nymburki j.)
- Štramberk (város, Nový Jičín-i j.)
- Strančice (község, Kelet-prágai j.)
- Stránecká Zhoř (község, Žďár nad Sázavou-i j.)
- Strání (község, Uherské Hradiště-i j.)
- Stránka (község, Mělníki j.)
- Stranný (község, Benešovi j.)
- Strašice (község, Rokycanyi j.)
- Strašice (község, Strakonicei j.)
- Strašín (község, Klatovyi j.)
- Straškov-Vodochody (község, Litoměřicei j.)
- Strašnov (község, Mladá Boleslav-i j.)
- Strašov (község, Pardubicei j.)
- Stratov (község, Nymburki j.)
- Stráž (község, Domažlicei j.)
- Stráž (mezőváros, Tachovi j.)
- Stráž nad Nežárkou (város, Jindřichův Hradec-i j.)
- Stráž nad Nisou (község, Libereci j.)
- Stráž nad Ohří (község, Karlovy Vary-i j.)
- Stráž pod Ralskem (város, Česká Lípa-i j.)
- Strážek (mezőváros, Žďár nad Sázavou-i j.)
- Stražisko (község, Prostějovi j.)
- Strážiště (község, Mladá Boleslav-i j.)
- Strážkovice (község, České Budějovice-i j.)
- Strážná (község, Ústí nad Orlicí-i j.)
- Strážné (község, Trutnovi j.)
- Strážnice (város, Hodoníni j.)
- Strážný (mezőváros, Prachaticei j.)
- Strážov (város, Klatovyi j.)
- Strážovice (község, Hodoníni j.)
- Středokluky (község, Nyugat-prágai j.)
- Střelice (község, Brno-vidéki j.)
- Střelice (község, Dél-plzeňi j.)
- Střelice (község, Znojmói j.)
- Střelná (község, Vsetíni j.)
- Střelské Hoštice (község, Strakonicei j.)
- Střemošice (község, Chrudimi j.)
- Střemy (község, Mělníki j.)
- Střeň (község, Olomouci j.)
- Strenice (község, Mladá Boleslav-i j.)
- Střevač (község, Jičíni j.)
- Střezetice (község, Hradec Králové-i j.)
- Střezimíř (község, Benešovi j.)
- Strhaře (község, Brno-vidéki j.)
- Stříbřec (község, Jindřichův Hradec-i j.)
- Stříbrná (község, Sokolovi j.)
- Stříbrná Skalice (község, Kelet-prágai j.)
- Stříbrné Hory (község, Havlíčkův Brod-i j.)
- Stříbrnice (község, Přerovi j.)
- Stříbrnice (község, Uherské Hradiště-i j.)
- Stříbro (város, Tachovi j.)
- Střílky (község, Kroměříži j.)
- Střítež (község, Český Krumlov-i j.)
- Střítež (község, Frýdek-místeki j.)
- Střítež (község, Jihlavai j.)
- Střítež (község, Pelhřimovi j.)
- Střítež (község, Třebíči j.)
- Střítež (község, Žďár nad Sázavou-i j.)
- Střítež nad Bečvou (község, Vsetíni j.)
- Střítež nad Ludinou (község, Přerovi j.)
- Střítež pod Křemešníkem (község, Pelhřimovi j.)
- Střížov (község, České Budějovice-i j.)
- Střížovice (község, Dél-plzeňi j.)
- Střížovice (község, Jindřichův Hradec-i j.)
- Střížovice (község, Kroměříži j.)
- Strmilov (város, Jindřichův Hradec-i j.)
- Strojetice (község, Benešovi j.)
- Stropešín (község, Třebíči j.)
- Struhařov (község, Benešovi j.)
- Struhařov (község, Kelet-prágai j.)
- Strukov (község, Olomouci j.)
- Strunkovice nad Blanicí (mezőváros, Prachaticei j.)
- Strunkovice nad Volyňkou (község, Strakonicei j.)
- Strupčice (község, Chomutovi j.)
- Stružinec (község, Semilyi j.)
- Stružná (község, Karlovy Vary-i j.)
- Stružnice (község, Česká Lípa-i j.)
- Strýčice (község, České Budějovice-i j.)
- Studánka (község, Tachovi j.)
- Studená (község, Észak-plzeňi j.)
- Studená (község, Jindřichův Hradec-i j.)
- Studené (község, Ústí nad Orlicí-i j.)
- Studenec (község, Semilyi j.)
- Studenec (község, Třebíči j.)
- Studeněves (község, Kladnói j.)
- Studénka (város, Nový Jičín-i j.)
- Studený (község, Benešovi j.)
- Študlov (község, Svitavyi j.)
- Študlov (község, Zlín j.)
- Studnice (község, Chrudimi j.)
- Studnice (község, Náchodi j.)
- Studnice (község, Třebíči j.)
- Studnice (község, Vyškovi j.)
- Stupava (község, Uherské Hradiště-i j.)
- Stvolínky (község, Česká Lípa-i j.)
- Stvolová (község, Blanskói j.)
- Šubířov (község, Prostějovi j.)
- Suchá (község, Jihlavai j.)
- Suchá Lhota (község, Svitavyi j.)
- Suchá Loz (község, Uherské Hradiště-i j.)
- Suchdol (mezőváros, Kutná Hora-i j.)
- Suchdol (község, Prostějovi j.)
- Suchdol nad Lužnicí (város, Jindřichův Hradec-i j.)
- Suchdol nad Odrou (mezőváros, Nový Jičín-i j.)
- Suchodol (község, Příbrami j.)
- Suchohrdly (község, Znojmói j.)
- Suchohrdly u Miroslavi (község, Znojmói j.)
- Suchomasty (község, Berouni j.)
- Suchonice (község, Olomouci j.)
- Suchov (község, Hodoníni j.)
- Suchovršice (község, Trutnovi j.)
- Suchý (község, Blanskói j.)
- Suchý Důl (község, Náchodi j.)
- Sudějov (község, Kutná Hora-i j.)
- Sudice (község, Blanskói j.)
- Sudice (község, Opavai j.)
- Sudice (község, Třebíči j.)
- Sudislav nad Orlicí (község, Ústí nad Orlicí-i j.)
- Sudkov (község, Šumperki j.)
- Sudoměř (község, Mladá Boleslav-i j.)
- Sudoměřice (község, Hodoníni j.)
- Sudoměřice u Bechyně (község, Tábori j.)
- Sudoměřice u Tábora (község, Tábori j.)
- Sudovo Hlavno (község, Kelet-prágai j.)
- Sudslava (község, Ústí nad Orlicí-i j.)
- Sukorady (község, Jičíni j.)
- Sukorady (község, Mladá Boleslav-i j.)
- Sulejovice (község, Litoměřicei j.)
- Sulice (község, Kelet-prágai j.)
- Sulíkov (község, Blanskói j.)
- Sulimov (község, Kroměříži j.)
- Sulislav (község, Tachovi j.)
- Sulkovec (község, Žďár nad Sázavou-i j.)
- Šumavské Hoštice (község, Prachaticei j.)
- Šumice (község, Brno-vidéki j.)
- Šumice (község, Uherské Hradiště-i j.)
- Šumná (község, Znojmói j.)
- Šumperk (város, Šumperki j.)
- Šumvald (község, Olomouci j.)
- Supíkovice (község, Jeseníki j.)
- Sušice (város, Klatovyi j.)
- Sušice (község, Přerovi j.)
- Sušice (község, Uherské Hradiště-i j.)
- Švábenice (mezőváros, Vyškovi j.)
- Švábov (község, Jihlavai j.)
- Svárov (község, Kladnói j.)
- Svárov (község, Uherské Hradiště-i j.)
- Svatá (község, Berouni j.)
- Svatá Maří (község, Prachaticei j.)
- Svatava (mezőváros, Sokolovi j.)
- Svaté Pole (község, Příbrami j.)
- Svatobořice-Mistřín (község, Hodoníni j.)
- Svatojanský Újezd (község, Jičíni j.)
- Svatoňovice (község, Opavai j.)
- Svatoslav (község, Brno-vidéki j.)
- Svatoslav (község, Třebíči j.)
- Svatý Jan (község, Příbrami j.)
- Svatý Jan nad Malší (község, České Budějovice-i j.)
- Svatý Jan pod Skalou (község, Berouni j.)
- Svatý Jiří (község, Ústí nad Orlicí-i j.)
- Svatý Mikuláš (község, Kutná Hora-i j.)
- Svébohov (község, Šumperki j.)
- Svémyslice (község, Kelet-prágai j.)
- Svépravice (község, Pelhřimovi j.)
- Svéradice (község, Klatovyi j.)
- Svésedlice (község, Olomouci j.)
- Světce (község, Jindřichův Hradec-i j.)
- Světec (község, Teplicei j.)
- Světí (község, Hradec Králové-i j.)
- Světice (község, Kelet-prágai j.)
- Světlá (község, Blanskói j.)
- Světlá Hora (község, Bruntáli j.)
- Světlá nad Sázavou (város, Havlíčkův Brod-i j.)
- Světlá pod Ještědem (község, Libereci j.)
- Světlík (község, Český Krumlov-i j.)
- Světnov (község, Žďár nad Sázavou-i j.)
- Sviadnov (község, Frýdek-místeki j.)
- Svídnice (község, Chrudimi j.)
- Svídnice (község, Rychnov nad Kněžnou-i j.)
- Švihov (város, Klatovyi j.)
- Švihov (község, Rakovníki j.)
- Svijanský Újezd (község, Libereci j.)
- Svijany (község, Libereci j.)
- Svinaře (község, Berouni j.)
- Svinařov (község, Kladnói j.)
- Svinčany (község, Pardubicei j.)
- Svinošice (község, Blanskói j.)
- Sviny (község, Tábori j.)
- Sviny (község, Žďár nad Sázavou-i j.)
- Svitávka (mezőváros, Blanskói j.)
- Svitavy (város, Svitavyi j.)
- Svoboda nad Úpou (város, Trutnovi j.)
- Svobodné Heřmanice (község, Bruntáli j.)
- Svojanov (mezőváros, Svitavyi j.)
- Svojek (község, Semilyi j.)
- Svojetice (község, Kelet-prágai j.)
- Svojetín (község, Rakovníki j.)
- Svojkov (község, Česká Lípa-i j.)
- Svojkovice (község, Jihlavai j.)
- Svojkovice (község, Rokycanyi j.)
- Svojšice (község, Kolíni j.)
- Svojšice (község, Pardubicei j.)
- Svojšice (község, Příbrami j.)
- Svojšín (község, Tachovi j.)
- Svor (község, Česká Lípa-i j.)
- Svrabov (község, Tábori j.)
- Svratka (város, Žďár nad Sázavou-i j.)
- Svratouch (község, Chrudimi j.)
- Svrkyně (község, Nyugat-prágai j.)
- Sychrov (község, Libereci j.)
- Sýkořice (község, Rakovníki j.)
- Synalov (község, Brno-vidéki j.)
- Synkov-Slemeno (község, Rychnov nad Kněžnou-i j.)
- Syřenov (község, Semilyi j.)
- Syrov (község, Pelhřimovi j.)
- Syrovátka (község, Hradec Králové-i j.)
- Syrovice (község, Brno-vidéki j.)
- Syrovín (község, Hodoníni j.)
- Sytno (község, Tachovi j.)

## T
- Tábor (város, Tábori j.)
- Tachlovice (község, Nyugat-prágai j.)
- Tachov (község, Česká Lípa-i j.)
- Tachov (város, Tachovi j.)
- Tálín (község, Píseki j.)
- Tanvald (város, Jablonec nad Nisou-i j.)
- Tasov (község, Hodoníni j.)
- Tasov (község, Žďár nad Sázavou-i j.)
- Tašov (község, Ústí nad Labem-i j.)
- Tasovice (község, Blanskói j.)
- Tasovice (község, Znojmói j.)
- Tatce (község, Kolíni j.)
- Tatenice (község, Ústí nad Orlicí-i j.)
- Tatiná (község, Észak-plzeňi j.)
- Tatobity (község, Semilyi j.)
- Tatrovice (község, Sokolovi j.)
- Tavíkovice (község, Znojmói j.)
- Tchořovice (község, Strakonicei j.)
- Těchařovice (község, Příbrami j.)
- Těchlovice (község, Děčíni j.)
- Těchlovice (község, Hradec Králové-i j.)
- Těchobuz (község, Pelhřimovi j.)
- Těchonín (község, Ústí nad Orlicí-i j.)
- Tečovice (község, Zlíni j.)
- Tehov (község, Benešovi j.)
- Tehov (község, Kelet-prágai j.)
- Tehovec (község, Kelet-prágai j.)
- Telč (város, Jihlavai j.)
- Telecí (község, Svitavyi j.)
- Telnice (község, Brno-vidéki j.)
- Telnice (község, Ústí nad Labem-i j.)
- Temelín (község, České Budějovice-i j.)
- Temešvár (község, Píseki j.)
- Těmice (község, Hodoníni j.)
- Těmice (község, Pelhřimovi j.)
- Těně (község, Rokycanyi j.)
- Teplá (város, Chebi j.)
- Teplice (város, Teplicei j.)
- Teplice nad Bečvou (község, Přerovi j.)
- Teplice nad Metují (város, Náchodi j.)
- Teplička (község, Karlovy Vary-i j.)
- Teplýšovice (község, Benešovi j.)
- Terešov (község, Rokycanyi j.)
- Terezín (község, Hodoníni j.)
- Terezín (város, Litoměřicei j.)
- Těrlicko (község, Karvinái j.)
- Těšany (község, Brno-vidéki j.)
- Těšetice (község, Olomouci j.)
- Těšetice (község, Znojmói j.)
- Těškov (község, Rokycanyi j.)
- Těškovice (község, Opavai j.)
- Těšovice (község, Prachaticei j.)
- Těšovice (község, Sokolovi j.)
- Tetčice (község, Brno-vidéki j.)
- Tetín (község, Berouni j.)
- Tetín (község, Jičíni j.)
- Tetov (község, Pardubicei j.)
- Tichá (község, Nový Jičín-i j.)
- Tichonice (község, Benešovi j.)
- Tichov (község, Zlíni j.)
- Tis (község, Havlíčkův Brod-i j.)
- Tis u Blatna (község, Észak-plzeňi j.)
- Tisá (község, Ústí nad Labem-i j.)
- Tísek (község, Nový Jičín-i j.)
- Tisem (község, Benešovi j.)
- Tišice (község, Mělníki j.)
- Tismice (község, Kolíni j.)
- Tišnov (város, Brno-vidéki j.)
- Tišnovská Nová Ves (község, Brno-vidéki j.)
- Tisová (község, Tachovi j.)
- Tisová (község, Ústí nad Orlicí-i j.)
- Tisovec (község, Chrudimi j.)
- Tištín (mezőváros, Prostějovi j.)
- Tlučná (község, Észak-plzeňi j.)
- Tlumačov (község, Domažlicei j.)
- Tlumačov (község, Zlíni j.)
- Tlustice (község, Berouni j.)
- Tmaň (község, Berouni j.)
- Tochovice (község, Příbrami j.)
- Točník (község, Berouni j.)
- Tojice (község, Dél-plzeňi j.)
- Tomice (község, Benešovi j.)
- Topolany (község, Vyškovi j.)
- Topolná (község, Uherské Hradiště-i j.)
- Toušice (község, Kolíni j.)
- Toužetín (község, Lounyi j.)
- Toužim (város, Karlovy Vary-i j.)
- Tovačov (város, Přerovi j.)
- Tovéř (község, Olomouci j.)
- Třanovice (község, Frýdek-místeki j.)
- Traplice (község, Uherské Hradiště-i j.)
- Travčice (község, Litoměřicei j.)
- Trboušany (község, Brno-vidéki j.)
- Třebařov (község, Svitavyi j.)
- Třebčice (község, Dél-plzeňi j.)
- Třebechovice pod Orebem (város, Hradec Králové-i j.)
- Třebějice (község, Tábori j.)
- Třebelovice (község, Třebíči j.)
- Třebeň (község, Chebi j.)
- Třebenice (város, Litoměřicei j.)
- Třebenice (község, Třebíči j.)
- Třebešice (község, Benešovi j.)
- Třebešice (község, Kutná Hora-i j.)
- Třebešov (község, Rychnov nad Kněžnou-i j.)
- Třebestovice (község, Nymburki j.)
- Třebětice (község, Jindřichův Hradec-i j.)
- Třebětice (község, Kroměříži j.)
- Třebětín (község, Kutná Hora-i j.)
- Třebíč (város, Třebíči j.)
- Třebichovice (község, Kladnói j.)
- Třebihošť (község, Trutnovi j.)
- Třebívlice (község, Litoměřicei j.)
- Třebíz (község, Kladnói j.)
- Třebnouševes (község, Jičíni j.)
- Třeboc (község, Rakovníki j.)
- Třebohostice (község, Strakonicei j.)
- Třebom (község, Opavai j.)
- Třeboň (város, Jindřichův Hradec-i j.)
- Třebonín (község, Kutná Hora-i j.)
- Třebosice (község, Pardubicei j.)
- Třebotov (község, Nyugat-prágai j.)
- Třebovice (község, Ústí nad Orlicí-i j.)
- Třebovle (község, Kolíni j.)
- Třebsko (község, Příbrami j.)
- Třebusice (község, Kladnói j.)
- Třebušín (község, Litoměřicei j.)
- Třemešná (község, Bruntáli j.)
- Třemešné (község, Tachovi j.)
- Třemošná (város, Észak-plzeňi j.)
- Třemošnice (város, Chrudimi j.)
- Třesov (község, Třebíči j.)
- Třesovice (község, Hradec Králové-i j.)
- Třešovice (község, Strakonicei j.)
- Třešť (város, Jihlavai j.)
- Třeštice (község, Jihlavai j.)
- Třeština (község, Šumperki j.)
- Trhanov (község, Domažlicei j.)
- Trhová Kamenice (mezőváros, Chrudimi j.)
- Trhové Dušníky (község, Příbrami j.)
- Trhové Sviny (város, České Budějovice-i j.)
- Trhový Štěpánov (város, Benešovi j.)
- Tři Dvory (község, Kolíni j.)
- Tři Sekery (község, Chebi j.)
- Tři Studně (község, Žďár nad Sázavou-i j.)
- Třibřichy (község, Chrudimi j.)
- Třinec (város, Frýdek-místeki j.)
- Trmice (város, Ústí nad Labem-i j.)
- Trnava (község, Třebíči j.)
- Trnava (község, Zlíni j.)
- Trnávka (község, Nový Jičín-i j.)
- Trnávka (község, Pardubicei j.)
- Trnov (község, Rychnov nad Kněžnou-i j.)
- Trnová (község, Észak-plzeňi j.)
- Trnová (község, Nyugat-prágai j.)
- Trnovany (község, Litoměřicei j.)
- Trnové Pole (község, Znojmói j.)
- Trojanovice (község, Nový Jičín-i j.)
- Trojovice (község, Chrudimi j.)
- Trokavec (község, Rokycanyi j.)
- Troskotovice (mezőváros, Brno-vidéki j.)
- Troskovice (község, Semilyi j.)
- Trotina (község, Trutnovi j.)
- Troubelice (község, Olomouci j.)
- Troubky (község, Přerovi j.)
- Troubky-Zdislavice (község, Kroměříži j.)
- Troubsko (község, Brno-vidéki j.)
- Trpík (község, Ústí nad Orlicí-i j.)
- Trpín (község, Svitavyi j.)
- Trpišovice (község, Havlíčkův Brod-i j.)
- Trpísty (község, Tachovi j.)
- Tršice (község, Olomouci j.)
- Trstěnice (község, Chebi j.)
- Trstěnice (község, Svitavyi j.)
- Trstěnice (község, Znojmói j.)
- Třtěnice (község, Jičíni j.)
- Třtice (község, Rakovníki j.)
- Trubín (község, Berouni j.)
- Trubská (község, Berouni j.)
- Truskovice (község, Strakonicei j.)
- Trusnov (község, Pardubicei j.)
- Trutnov (város, Trutnovi j.)
- Tržek (község, Svitavyi j.)
- Tučapy (község, Tábori j.)
- Tučapy (község, Uherské Hradiště-i j.)
- Tučapy (község, Vyškovi j.)
- Tuchlovice (község, Kladnói j.)
- Tuchoměřice (község, Nyugat-prágai j.)
- Tuchoraz (község, Kolíni j.)
- Tuchořice (község, Lounyi j.)
- Tučín (község, Přerovi j.)
- Tuhaň (község, Česká Lípa-i j.)
- Tuhaň (község, Mělníki j.)
- Tuklaty (község, Kolíni j.)
- Tulešice (község, Znojmói j.)
- Tuněchody (község, Chrudimi j.)
- Tupadly (község, Kutná Hora-i j.)
- Tupadly (község, Mělníki j.)
- Tupesy (község, Uherské Hradiště-i j.)
- Tuř (község, Jičíni j.)
- Tuřany (község, Chebi j.)
- Tuřany (község, Kladnói j.)
- Tuřice (község, Mladá Boleslav-i j.)
- Turkovice (község, Pardubicei j.)
- Turnov (város, Semilyi j.)
- Turovec (község, Tábori j.)
- Turovice (község, Přerovi j.)
- Tursko (község, Nyugat-prágai j.)
- Tušovice (község, Příbrami j.)
- Tutleky (község, Rychnov nad Kněžnou-i j.)
- Tužice (község, Klatovyi j.)
- Tvarožná (község, Brno-vidéki j.)
- Tvarožná Lhota (község, Hodoníni j.)
- Tvořihráz (község, Znojmói j.)
- Tvorovice (község, Prostějovi j.)
- Tvrdkov (község, Bruntáli j.)
- Tvrdonice (község, Břeclavi j.)
- Tvrzice (község, Prachaticei j.)
- Týček (község, Rokycanyi j.)
- Tymákov (község, Plzeň városi j.)
- Týn nad Bečvou (község, Přerovi j.)
- Týn nad Vltavou (város, České Budějovice-i j.)
- Týnec (község, Břeclavi j.)
- Týnec (község, Klatovyi j.)
- Týnec nad Labem (város, Kolíni j.)
- Týnec nad Sázavou (város, Benešovi j.)
- Týniště (község, Dél-plzeňi j.)
- Týniště nad Orlicí (város, Rychnov nad Kněžnou-i j.)
- Týnišťko (község, Ústí nad Orlicí-i j.)

## U
- Úbislavice (község, Jičíni j.)
- Ublo (község, Zlíni j.)
- Úboč (község, Domažlicei j.)
- Ubušínek (község, Žďár nad Sázavou-i j.)
- Údlice (község, Chomutovi j.)
- Údrnice (község, Jičíni j.)
- Uhelná (község, Jeseníki j.)
- Uhelná Příbram (mezőváros, Havlíčkův Brod-i j.)
- Úherce (község, Észak-plzeňi j.)
- Úherce (község, Lounyi j.)
- Uherčice (község, Břeclavi j.)
- Uherčice (község, Znojmói j.)
- Úherčice (község, Chrudimi j.)
- Uherské Hradiště (város, Uherské Hradiště-i j.)
- Uhersko (község, Pardubicei j.)
- Uherský Brod (város, Uherské Hradiště-i j.)
- Uherský Ostroh (város, Uherské Hradiště-i j.)
- Úhlejov (község, Jičíni j.)
- Uhlířov (község, Opavai j.)
- Uhlířská Lhota (község, Kolíni j.)
- Uhlířské Janovice (város, Kutná Hora-i j.)
- Úholičky (község, Nyugat-prágai j.)
- Úhonice (község, Nyugat-prágai j.)
- Úhořilka (község, Havlíčkův Brod-i j.)
- Úhřetice (község, Chrudimi j.)
- Úhřetická Lhota (község, Pardubicei j.)
- Uhřice (község, Blanskói j.)
- Uhřice (község, Hodoníni j.)
- Uhřice (község, Kroměříži j.)
- Uhřice (község, Vyškovi j.)
- Uhřičice (község, Přerovi j.)
- Uhřínov (község, Žďár nad Sázavou-i j.)
- Uhy (község, Kladnói j.)
- Ujčov (község, Žďár nad Sázavou-i j.)
- Újezd (község, Berouni j.)
- Újezd (község, Domažlicei j.)
- Újezd (község, Olomouci j.)
- Újezd (község, Žďár nad Sázavou-i j.)
- Újezd (község, Zlíni j.)
- Újezd (község, Znojmói j.)
- Újezd nade Mží (község, Észak-plzeňi j.)
- Újezd pod Troskami (község, Jičíni j.)
- Újezd u Boskovic (község, Blanskói j.)
- Újezd u Brna (város, Brno-vidéki j.)
- Újezd u Černé Hory (község, Blanskói j.)
- Újezd u Chocně (község, Ústí nad Orlicí-i j.)
- Újezd u Plánice (község, Klatovyi j.)
- Újezd u Přelouče (község, Pardubicei j.)
- Újezd u Rosic (község, Brno-vidéki j.)
- Újezd u Sezemic (község, Pardubicei j.)
- Újezd u Svatého Kříže (község, Rokycanyi j.)
- Újezd u Tišnova (község, Brno-vidéki j.)
- Újezdec (község, Jindřichův Hradec-i j.)
- Újezdec (község, Mělníki j.)
- Újezdec (község, Prachaticei j.)
- Újezdec (község, Svitavyi j.)
- Újezdec (község, Uherské Hradiště-i j.)
- Újezdeček (község, Teplicei j.)
- Ujkovice (község, Mladá Boleslav-i j.)
- Úlehle (község, Strakonicei j.)
- Úlibice (község, Jičíni j.)
- Úlice (község, Észak-plzeňi j.)
- Úmonín (község, Kutná Hora-i j.)
- Úmyslovice (község, Nymburki j.)
- Únanov (község, Znojmói j.)
- Unčín (község, Žďár nad Sázavou-i j.)
- Únehle (község, Tachovi j.)
- Únějovice (község, Domažlicei j.)
- Úněšov (község, Észak-plzeňi j.)
- Únětice (község, Dél-plzeňi j.)
- Únětice (község, Nyugat-prágai j.)
- Unhošť (város, Kladnói j.)
- Únice (község, Strakonicei j.)
- Uničov (város, Olomouci j.)
- Unín (község, Brno-vidéki j.)
- Unkovice (község, Brno-vidéki j.)
- Úpice (város, Trutnovi j.)
- Úpohlavy (község, Litoměřicei j.)
- Urbanice (község, Hradec Králové-i j.)
- Urbanice (község, Pardubicei j.)
- Urbanov (község, Jihlavai j.)
- Určice (község, Prostějovi j.)
- Úsilné (község, České Budějovice-i j.)
- Úsilov (község, Domažlicei j.)
- Úsobí (mezőváros, Havlíčkův Brod-i j.)
- Úsobrno (község, Blanskói j.)
- Úsov (város, Šumperki j.)
- Úštěk (város, Litoměřicei j.)
- Ústí (község, Jihlavai j.)
- Ústí (község, Přerovi j.)
- Ústí (község, Vsetíni j.)
- Ústí nad Labem (város, Ústí nad Labem-i j.)
- Ústí nad Orlicí (város, Ústí nad Orlicí-i j.)
- Ústín (község, Olomouci j.)
- Ústrašice (község, Tábori j.)
- Ústrašín (község, Pelhřimovi j.)
- Ústup (község, Blanskói j.)
- Úsuší (község, Brno-vidéki j.)
- Útěchov (község, Svitavyi j.)
- Útěchovice (község, Pelhřimovi j.)
- Útěchovice pod Stražištěm (község, Pelhřimovi j.)
- Útěchovičky (község, Pelhřimovi j.)
- Úterý (város, Észak-plzeňi j.)
- Útušice (község, Dél-plzeňi j.)
- Útvina (község, Karlovy Vary-i j.)
- Úvalno (község, Bruntáli j.)
- Úvaly (város, Kelet-prágai j.)
- Uzenice (község, Strakonicei j.)
- Uzeničky (község, Strakonicei j.)
- Úžice (község, Kutná Hora-i j.)
- Úžice (község, Mělníki j.)

## V
- Vacenovice (község, Hodoníni j.)
- Václavice (község, Benešovi j.)
- Václavov u Bruntálu (község, Bruntáli j.)
- Václavovice (község, Ostrava városi j.)
- Václavy (község, Rakovníki j.)
- Vacov (község, Prachaticei j.)
- Vacovice (község, Strakonicei j.)
- Val (község, Rychnov nad Kněžnou-i j.)
- Val (község, Tábori j.)
- Valašská Bystřice (község, Vsetíni j.)
- Valašská Polanka (község, Vsetíni j.)
- Valašská Senice (község, Vsetíni j.)
- Valašské Klobouky (város, Zlíni j.)
- Valašské Meziříčí (város, Vsetíni j.)
- Valašské Příkazy (község, Vsetíni j.)
- Valchov (község, Blanskói j.)
- Valdice (község, Jičíni j.)
- Valdíkov (község, Třebíči j.)
- Valeč (község, Karlovy Vary-i j.)
- Valeč (község, Třebíči j.)
- Valkeřice (község, Děčíni j.)
- Valšov (község, Bruntáli j.)
- Valtice (város, Břeclavi j.)
- Valtrovice (község, Znojmói j.)
- Valy (község, Chebi j.)
- Valy (község, Pardubicei j.)
- Vamberk (város, Rychnov nad Kněžnou-i j.)
- Vanov (község, Jihlavai j.)
- Vanovice (község, Blanskói j.)
- Vanůvek (község, Jihlavai j.)
- Vápenice (község, Uherské Hradiště-i j.)
- Vápenná (község, Jeseníki j.)
- Vápenný Podol (község, Chrudimi j.)
- Vápno (község, Pardubicei j.)
- Vápovice (község, Jihlavai j.)
- Varnsdorf (város, Děčíni j.)
- Varvažov (község, Píseki j.)
- Vatín (község, Žďár nad Sázavou-i j.)
- Vavřinec (község, Blanskói j.)
- Vavřinec (község, Kutná Hora-i j.)
- Vážany (község, Blanskói j.)
- Vážany (község, Uherské Hradiště-i j.)
- Vážany (község, Vyškovi j.)
- Vážany nad Litavou (község, Vyškovi j.)
- Včelákov (mezőváros, Chrudimi j.)
- Včelná (község, České Budějovice-i j.)
- Včelnička (község, Pelhřimovi j.)
- Vchynice (község, Litoměřicei j.)
- Věchnov (község, Žďár nad Sázavou-i j.)
- Věcov (község, Žďár nad Sázavou-i j.)
- Vědomice (község, Litoměřicei j.)
- Vedrovice (község, Znojmói j.)
- Vejprnice (község, Észak-plzeňi j.)
- Vejprty (város, Chomutovi j.)
- Vejvanov (község, Rokycanyi j.)
- Vejvanovice (község, Chrudimi j.)
- Velatice (község, Brno-vidéki j.)
- Velečín (község, Észak-plzeňi j.)
- Velehrad (község, Uherské Hradiště-i j.)
- Velemín (község, Litoměřicei j.)
- Velemyšleves (község, Lounyi j.)
- Veleň (község, Kelet-prágai j.)
- Velenice (község, Česká Lípa-i j.)
- Velenice (község, Nymburki j.)
- Velenka (község, Nymburki j.)
- Velenov (község, Blanskói j.)
- Velešín (város, Český Krumlov-i j.)
- Velešovice (község, Vyškovi j.)
- Veletiny (község, Uherské Hradiště-i j.)
- Veletov (község, Kolíni j.)
- Velhartice (község, Klatovyi j.)
- Velichov (község, Karlovy Vary-i j.)
- Velichovky (község, Náchodi j.)
- Veliká Ves (község, Chomutovi j.)
- Veliká Ves (község, Kelet-prágai j.)
- Velim (község, Kolíni j.)
- Veliny (község, Pardubicei j.)
- Veliš (község, Benešovi j.)
- Veliš (község, Jičíni j.)
- Velká Bíteš (város, Žďár nad Sázavou-i j.)
- Velká Buková (község, Rakovníki j.)
- Velká Bukovina (község, Děčíni j.)
- Velká Bystřice (város, Olomouci j.)
- Velká Chmelištná (község, Rakovníki j.)
- Velká Chyška (község, Pelhřimovi j.)
- Velká Dobrá (község, Kladnói j.)
- Velká Hleďsebe (község, Chebi j.)
- Velká Jesenice (község, Náchodi j.)
- Velká Kraš (község, Jeseníki j.)
- Velká Lečice (község, Příbrami j.)
- Velká Lhota (község, Vsetíni j.)
- Velká Losenice (község, Žďár nad Sázavou-i j.)
- Velká nad Veličkou (község, Hodoníni j.)
- Velká Polom (község, Ostrava városi j.)
- Velká Skrovnice (község, Ústí nad Orlicí-i j.)
- Velká Štáhle (község, Bruntáli j.)
- Velká Turná (község, Strakonicei j.)
- Velké Albrechtice (község, Nový Jičín-i j.)
- Velké Bílovice (város, Břeclavi j.)
- Velké Březno (község, Ústí nad Labem-i j.)
- Velké Chvojno (község, Ústí nad Labem-i j.)
- Velké Hamry (város, Jablonec nad Nisou-i j.)
- Velké Heraltice (község, Opavai j.)
- Velké Hostěrádky (község, Břeclavi j.)
- Velké Hoštice (község, Opavai j.)
- Velké Hydčice (község, Klatovyi j.)
- Velké Janovice (község, Žďár nad Sázavou-i j.)
- Velké Karlovice (község, Vsetíni j.)
- Velké Kunětice (község, Jeseníki j.)
- Velké Losiny (község, Šumperki j.)
- Velké Meziříčí (város, Žďár nad Sázavou-i j.)
- Velké Němčice (mezőváros, Břeclavi j.)
- Velké Opatovice (város, Blanskói j.)
- Velké Pavlovice (város, Břeclavi j.)
- Velké Petrovice (község, Náchodi j.)
- Velké Popovice (község, Kelet-prágai j.)
- Velké Poříčí (mezőváros, Náchodi j.)
- Velké Přílepy (község, Nyugat-prágai j.)
- Velké Přítočno (község, Kladnói j.)
- Velké Svatoňovice (község, Trutnovi j.)
- Velké Tresné (község, Žďár nad Sázavou-i j.)
- Velké Všelisy (község, Mladá Boleslav-i j.)
- Velké Žernoseky (község, Litoměřicei j.)
- Velký Beranov (község, Jihlavai j.)
- Velký Bor (község, Klatovyi j.)
- Velký Borek (község, Mělníki j.)
- Velký Chlumec (község, Berouni j.)
- Velký Karlov (község, Znojmói j.)
- Velký Luh (község, Chebi j.)
- Velký Malahov (község, Domažlicei j.)
- Velký Ořechov (község, Zlíni j.)
- Velký Osek (község, Kolíni j.)
- Velký Ratmírov (község, Jindřichův Hradec-i j.)
- Velký Rybník (község, Pelhřimovi j.)
- Velký Šenov (város, Děčíni j.)
- Velký Třebešov (község, Náchodi j.)
- Velký Týnec (község, Olomouci j.)
- Velký Újezd (mezőváros, Olomouci j.)
- Velký Valtinov (község, Česká Lípa-i j.)
- Velký Vřešťov (mezőváros, Trutnovi j.)
- Vělopolí (község, Frýdek-místeki j.)
- Veltěže (község, Lounyi j.)
- Veltruby (község, Kolíni j.)
- Veltrusy (város, Mělníki j.)
- Velvary (város, Kladnói j.)
- Vémyslice (mezőváros, Znojmói j.)
- Vendolí (község, Svitavyi j.)
- Vendryně (község, Frýdek-místeki j.)
- Vepříkov (község, Havlíčkův Brod-i j.)
- Vepřová (község, Žďár nad Sázavou-i j.)
- Verměřovice (község, Ústí nad Orlicí-i j.)
- Verneřice (város, Děčíni j.)
- Vernéřovice (község, Náchodi j.)
- Vernířovice (község, Šumperki j.)
- Věrovany (község, Olomouci j.)
- Veřovice (község, Nový Jičín-i j.)
- Verušičky (község, Karlovy Vary-i j.)
- Ves Touškov (község, Dél-plzeňi j.)
- Vesce (község, Tábori j.)
- Veselá (község, Pelhřimovi j.)
- Veselá (község, Rokycanyi j.)
- Veselá (község, Semilyi j.)
- Veselá (község, Zlíni j.)
- Veselé (község, Děčíni j.)
- Veselí (község, Pardubicei j.)
- Veselí nad Lužnicí (város, Tábori j.)
- Veselí nad Moravou (város, Hodoníni j.)
- Veselice (község, Mladá Boleslav-i j.)
- Veselíčko (község, Píseki j.)
- Veselíčko (község, Přerovi j.)
- Veselý Žďár (község, Havlíčkův Brod-i j.)
- Věšín (község, Příbrami j.)
- Vestec (község, Náchodi j.)
- Vestec (község, Nymburki j.)
- Vestec (község, Nyugat-prágai j.)
- Věstín (község, Žďár nad Sázavou-i j.)
- Věteřov (község, Hodoníni j.)
- Větřkovice (község, Opavai j.)
- Větřní (város, Český Krumlov-i j.)
- Větrný Jeníkov (mezőváros, Jihlavai j.)
- Větrušice (község, Kelet-prágai j.)
- Vevčice (község, Znojmói j.)
- Veverská Bítýška (város, Brno-vidéki j.)
- Veverské Knínice (község, Brno-vidéki j.)
- Věž (község, Havlíčkův Brod-i j.)
- Věžky (község, Kroměříži j.)
- Věžky (község, Přerovi j.)
- Věžná (község, Pelhřimovi j.)
- Věžná (község, Žďár nad Sázavou-i j.)
- Věžnice (község, Havlíčkův Brod-i j.)
- Věžnice (község, Jihlavai j.)
- Věžnička (község, Jihlavai j.)
- Věžovatá Pláně (község, Český Krumlov-i j.)
- Víceměřice (község, Prostějovi j.)
- Vícemil (község, Jindřichův Hradec-i j.)
- Vícenice (község, Třebíči j.)
- Vícenice u Náměště nad Oslavou (község, Třebíči j.)
- Víchová nad Jizerou (község, Semilyi j.)
- Vícov (község, Prostějovi j.)
- Vidče (község, Vsetíni j.)
- Vídeň (község, Žďár nad Sázavou-i j.)
- Vidice (község, Domažlicei j.)
- Vidice (község, Kutná Hora-i j.)
- Vidim (község, Mělníki j.)
- Vidlatá Seč (község, Svitavyi j.)
- Vidnava (város, Jeseníki j.)
- Vidochov (község, Jičíni j.)
- Vidonín (község, Žďár nad Sázavou-i j.)
- Vidov (község, České Budějovice-i j.)
- Vigantice (község, Vsetíni j.)
- Vikantice (község, Šumperki j.)
- Vikýřovice (község, Šumperki j.)
- Vílanec (község, Jihlavai j.)
- Vilantice (község, Trutnovi j.)
- Vilémov (község, Chomutovi j.)
- Vilémov (község, Děčíni j.)
- Vilémov (mezőváros, Havlíčkův Brod-i j.)
- Vilémov (község, Olomouci j.)
- Vilémovice (község, Blanskói j.)
- Vilémovice (község, Havlíčkův Brod-i j.)
- Vilice (község, Tábori j.)
- Vimperk (város, Prachaticei j.)
- Vinaře (község, Kutná Hora-i j.)
- Vinařice (község, Berouni j.)
- Vinařice (község, Kladnói j.)
- Vinařice (község, Lounyi j.)
- Vinařice (község, Mladá Boleslav-i j.)
- Vinary (község, Hradec Králové-i j.)
- Vinary (község, Ústí nad Orlicí-i j.)
- Vincencov (község, Prostějovi j.)
- Vinec (község, Mladá Boleslav-i j.)
- Viničné Šumice (község, Brno-vidéki j.)
- Vintířov (község, Sokolovi j.)
- Vír (község, Žďár nad Sázavou-i j.)
- Víska (község, Havlíčkův Brod-i j.)
- Víska u Jevíčka (község, Svitavyi j.)
- Vísky (község, Blanskói j.)
- Vísky (község, Rokycanyi j.)
- Višňová (község, Jindřichův Hradec-i j.)
- Višňová (község, Libereci j.)
- Višňová (község, Příbrami j.)
- Višňové (mezőváros, Znojmói j.)
- Vítanov (község, Chrudimi j.)
- Vitčice (község, Prostějovi j.)
- Vítějeves (község, Svitavyi j.)
- Vitějovice (község, Prachaticei j.)
- Vítězná (község, Trutnovi j.)
- Vitice (község, Kolíni j.)
- Vitín (község, České Budějovice-i j.)
- Vitiněves (község, Jičíni j.)
- Vítkov (város, Opavai j.)
- Vítkovice (község, Semilyi j.)
- Vítonice (község, Kroměříži j.)
- Vítonice (község, Znojmói j.)
- Vižina (község, Berouni j.)
- Vizovice (város, Zlíni j.)
- Vlachova Lhota (község, Zlíni j.)
- Vlachovice (község, Žďár nad Sázavou-i j.)
- Vlachovice (község, Zlíni j.)
- Vlachovo Březí (város, Prachaticei j.)
- Vlačice (község, Kutná Hora-i j.)
- Vladislav (mezőváros, Třebíči j.)
- Vlasatice (község, Brno-vidéki j.)
- Vlašim (város, Benešovi j.)
- Vlastec (község, Píseki j.)
- Vlastějovice (község, Kutná Hora-i j.)
- Vlastiboř (község, Jablonec nad Nisou-i j.)
- Vlastiboř (község, Tábori j.)
- Vlastibořice (község, Libereci j.)
- Vlastislav (község, Litoměřicei j.)
- Vlčatín (község, Třebíči j.)
- Vlčetínec (község, Jindřichův Hradec-i j.)
- Vlčeves (község, Tábori j.)
- Vlčí (község, Dél-plzeňi j.)
- Vlčí Habřina (község, Pardubicei j.)
- Vlčice (község, Jeseníki j.)
- Vlčice (község, Trutnovi j.)
- Vlčkov (község, Svitavyi j.)
- Vlčková (község, Zlíni j.)
- Vlčkovice v Podkrkonoší (község, Trutnovi j.)
- Vlčnov (község, Uherské Hradiště-i j.)
- Vlčtejn (község, Dél-plzeňi j.)
- Vlkančice (község, Kelet-prágai j.)
- Vlkaneč (község, Kutná Hora-i j.)
- Vlkanov (község, Domažlicei j.)
- Vlkanov (község, Havlíčkův Brod-i j.)
- Vlkava (község, Mladá Boleslav-i j.)
- Vlkoš (község, Hodoníni j.)
- Vlkoš (község, Přerovi j.)
- Vlkov (község, České Budějovice-i j.)
- Vlkov (község, Náchodi j.)
- Vlkov (község, Tábori j.)
- Vlkov (község, Žďár nad Sázavou-i j.)
- Vlkov pod Oškobrhem (község, Nymburki j.)
- Vlkovice (község, Chebi j.)
- Vlksice (község, Píseki j.)
- Vnorovy (község, Hodoníni j.)
- Vochov (község, Észak-plzeňi j.)
- Voděrady (község, Blanskói j.)
- Voděrady (község, Rychnov nad Kněžnou-i j.)
- Voděrady (község, Ústí nad Orlicí-i j.)
- Vodice (község, Tábori j.)
- Vodňany (város, Strakonicei j.)
- Vodochody (község, Kelet-prágai j.)
- Vodranty (község, Kutná Hora-i j.)
- Vodslivy (község, Benešovi j.)
- Vohančice (község, Brno-vidéki j.)
- Vojkov (község, Benešovi j.)
- Vojkovice (község, Brno-vidéki j.)
- Vojkovice (község, Frýdek-místeki j.)
- Vojkovice (község, Karlovy Vary-i j.)
- Vojkovice (község, Mělníki j.)
- Vojníkov (község, Píseki j.)
- Vojnův Městec (mezőváros, Žďár nad Sázavou-i j.)
- Vojslavice (község, Pelhřimovi j.)
- Vojtanov (község, Chebi j.)
- Vojtěchov (község, Chrudimi j.)
- Vokov (község, Pelhřimovi j.)
- Volanice (község, Jičíni j.)
- Volárna (község, Kolíni j.)
- Volary (város, Prachaticei j.)
- Volduchy (község, Rokycanyi j.)
- Voleč (község, Pardubicei j.)
- Volenice (község, Příbrami j.)
- Volenice (község, Strakonicei j.)
- Volevčice (község, Jihlavai j.)
- Volevčice (község, Mosti j.)
- Volfartice (község, Česká Lípa-i j.)
- Volfířov (község, Jindřichův Hradec-i j.)
- Volyně (város, Strakonicei j.)
- Vonoklasy (község, Nyugat-prágai j.)
- Vortová (község, Chrudimi j.)
- Votice (város, Benešovi j.)
- Voznice (község, Příbrami j.)
- Vrábče (község, České Budějovice-i j.)
- Vraclav (község, Ústí nad Orlicí-i j.)
- Vracov (város, Hodoníni j.)
- Vracovice (község, Benešovi j.)
- Vracovice (község, Znojmói j.)
- Vračovice-Orlov (község, Ústí nad Orlicí-i j.)
- Vraňany (község, Mělníki j.)
- Vrančice (község, Příbrami j.)
- Vrané nad Vltavou (község, Nyugat-prágai j.)
- Vranov (község, Benešovi j.)
- Vranov (község, Brno-vidéki j.)
- Vranov (község, Tachovi j.)
- Vranov nad Dyjí (mezőváros, Znojmói j.)
- Vranová (község, Blanskói j.)
- Vranová Lhota (község, Svitavyi j.)
- Vranovice (község, Brno-vidéki j.)
- Vranovice (község, Příbrami j.)
- Vranovice-Kelčice (község, Prostějovi j.)
- Vranovská Ves (község, Znojmói j.)
- Vraný (mezőváros, Kladnói j.)
- Vratěnín (község, Znojmói j.)
- Vratimov (város, Ostrava városi j.)
- Vratislávka (község, Brno-vidéki j.)
- Vrátkov (község, Kolíni j.)
- Vrátno (község, Mladá Boleslav-i j.)
- Vráto (község, České Budějovice-i j.)
- Vráž (község, Berouni j.)
- Vráž (község, Píseki j.)
- Vražkov (község, Litoměřicei j.)
- Vražné (község, Nový Jičín-i j.)
- Vrážné (község, Svitavyi j.)
- Vrbátky (község, Prostějovi j.)
- Vrbatův Kostelec (község, Chrudimi j.)
- Vrbčany (község, Kolíni j.)
- Vrbičany (község, Kladnói j.)
- Vrbičany (község, Litoměřicei j.)
- Vrbice (község, Břeclavi j.)
- Vrbice (község, Jičíni j.)
- Vrbice (község, Karlovy Vary-i j.)
- Vrbice (község, Litoměřicei j.)
- Vrbice (község, Nymburki j.)
- Vrbice (község, Prachaticei j.)
- Vrbice (község, Rychnov nad Kněžnou-i j.)
- Vrbka (község, Kroměříži j.)
- Vrbno nad Lesy (község, Lounyi j.)
- Vrbno pod Pradědem (város, Bruntáli j.)
- Vrbová Lhota (község, Nymburki j.)
- Vrbovec (község, Znojmói j.)
- Vrčeň (község, Dél-plzeňi j.)
- Vrchlabí (város, Trutnovi j.)
- Vrchoslavice (község, Prostějovi j.)
- Vrchotovy Janovice (mezőváros, Benešovi j.)
- Vrchovany (község, Česká Lípa-i j.)
- Vrchovnice (község, Hradec Králové-i j.)
- Vrchy (község, Nový Jičín-i j.)
- Vrcovice (község, Píseki j.)
- Vrdy (község, Kutná Hora-i j.)
- Vřesina (község, Opavai j.)
- Vřesina (község, Ostrava városi j.)
- Vřeskovice (község, Klatovyi j.)
- Vřesník (község, Jičíni j.)
- Vřesová (község, Sokolovi j.)
- Vřesovice (község, Hodoníni j.)
- Vřesovice (község, Prostějovi j.)
- Vrhaveč (község, Klatovyi j.)
- Vroutek (város, Lounyi j.)
- Vršce (község, Jičíni j.)
- Vrskmaň (község, Chomutovi j.)
- Vršovice (község, Lounyi j.)
- Vršovice (község, Opavai j.)
- Vršovka (község, Náchodi j.)
- Vrutice (község, Litoměřicei j.)
- Všechlapy (község, Benešovi j.)
- Všechlapy (község, Nymburki j.)
- Všechovice (község, Brno-vidéki j.)
- Všechovice (község, Přerovi j.)
- Všehrdy (község, Chomutovi j.)
- Všehrdy (község, Észak-plzeňi j.)
- Všejany (község, Mladá Boleslav-i j.)
- Všekary (község, Domažlicei j.)
- Všelibice (község, Libereci j.)
- Všemina (község, Zlíni j.)
- Všemyslice (község, České Budějovice-i j.)
- Všeň (község, Semilyi j.)
- Všenice (község, Rokycanyi j.)
- Všenory (község, Nyugat-prágai j.)
- Všepadly (község, Domažlicei j.)
- Všeradice (község, Berouni j.)
- Všeradov (község, Chrudimi j.)
- Všeruby (mezőváros, Domažlicei j.)
- Všeruby (város, Észak-plzeňi j.)
- Všestary (község, Hradec Králové-i j.)
- Všestary (község, Kelet-prágai j.)
- Všestudy (község, Chomutovi j.)
- Všestudy (mezőváros, Mělníki j.)
- Všesulov (község, Rakovníki j.)
- Všetaty (község, Mělníki j.)
- Všetaty (község, Rakovníki j.)
- Vsetín (város, Vsetíni j.)
- Vševily (község, Příbrami j.)
- Vstiš (község, Dél-plzeňi j.)
- Výčapy (község, Třebíči j.)
- Vydří (község, Jindřichův Hradec-i j.)
- Vykáň (község, Nymburki j.)
- Vyklantice (község, Pelhřimovi j.)
- Výkleky (község, Přerovi j.)
- Výprachtice (község, Ústí nad Orlicí-i j.)
- Výrava (község, Hradec Králové-i j.)
- Výrov (község, Észak-plzeňi j.)
- Výrovice (község, Znojmói j.)
- Vyšehněvice (község, Pardubicei j.)
- Vyšehoří (község, Šumperki j.)
- Vyšehořovice (község, Kelet-prágai j.)
- Vyskeř (község, Semilyi j.)
- Vyškov (város, Vyškovi j.)
- Výškov (község, Lounyi j.)
- Vyškovec (község, Uherské Hradiště-i j.)
- Vyskytná (község, Pelhřimovi j.)
- Vyskytná nad Jihlavou (község, Jihlavai j.)
- Výsluní (város, Chomutovi j.)
- Vyšní Lhoty (község, Frýdek-místeki j.)
- Vysočany (község, Blanskói j.)
- Vysočany (község, Znojmói j.)
- Vysočina (község, Chrudimi j.)
- Vysoká (község, Bruntáli j.)
- Vysoká (község, Havlíčkův Brod-i j.)
- Vysoká (község, Mělníki j.)
- Vysoká (község, Svitavyi j.)
- Vysoká Lhota (község, Pelhřimovi j.)
- Vysoká Libyně (község, Észak-plzeňi j.)
- Vysoká nad Labem (község, Hradec Králové-i j.)
- Vysoká Pec (község, Chomutovi j.)
- Vysoká Pec (község, Karlovy Vary-i j.)
- Vysoká Srbská (község, Náchodi j.)
- Vysoká u Příbramě (község, Příbrami j.)
- Vysoké (község, Žďár nad Sázavou-i j.)
- Vysoké Chvojno (község, Pardubicei j.)
- Vysoké Mýto (város, Ústí nad Orlicí-i j.)
- Vysoké nad Jizerou (város, Semilyi j.)
- Vysoké Pole (község, Zlíni j.)
- Vysoké Popovice (község, Brno-vidéki j.)
- Vysoké Studnice (község, Jihlavai j.)
- Vysoké Veselí (város, Jičíni j.)
- Vysokov (község, Náchodi j.)
- Vysoký Chlumec (mezőváros, Příbrami j.)
- Vysoký Újezd (község, Benešovi j.)
- Vysoký Újezd (község, Berouni j.)
- Vysoký Újezd (község, Hradec Králové-i j.)
- Výšovice (község, Prostějovi j.)
- Vyšší Brod (város, Český Krumlov-i j.)
- Vystrčenovice (község, Jihlavai j.)
- Vystrkov (község, Pelhřimovi j.)
- Výžerky (község, Kelet-prágai j.)
- Vyžice (község, Chrudimi j.)
- Vyžlovka (község, Kelet-prágai j.)

## X
- Xaverov (község, Benešovi j.)

## Z
- Žabčice (község, Brno-vidéki j.)
- Žabeň (község, Frýdek-místeki j.)
- Zábeštní Lhota (község, Přerovi j.)
- Záblatí (község, Jindřichův Hradec-i j.)
- Záblatí (község, Prachaticei j.)
- Záblatí (község, Žďár nad Sázavou-i j.)
- Žabonosy (község, Kolíni j.)
- Záboří (község, České Budějovice-i j.)
- Záboří (község, Strakonicei j.)
- Záboří nad Labem (község, Kutná Hora-i j.)
- Záborná (község, Jihlavai j.)
- Žabovřesky (község, České Budějovice-i j.)
- Žabovřesky nad Ohří (község, Litoměřicei j.)
- Zábrdí (község, Prachaticei j.)
- Zábřeh (város, Šumperki j.)
- Zábřezí-Řečice (község, Trutnovi j.)
- Zábrodí (község, Náchodi j.)
- Zabrušany (község, Teplicei j.)
- Záchlumí (község, Tachovi j.)
- Záchlumí (község, Ústí nad Orlicí-i j.)
- Zachotín (község, Pelhřimovi j.)
- Zachrašťany (község, Hradec Králové-i j.)
- Žacléř (város, Trutnovi j.)
- Zadní Chodov (község, Tachovi j.)
- Zadní Střítež (község, Tábori j.)
- Zadní Třebaň (község, Berouni j.)
- Zadní Vydří (község, Jihlavai j.)
- Zadní Zhořec (község, Žďár nad Sázavou-i j.)
- Zádolí (község, Ústí nad Orlicí-i j.)
- Žádovice (község, Hodoníni j.)
- Zádub-Závišín (község, Chebi j.)
- Zádveřice-Raková (község, Zlíni j.)
- Zahájí (község, České Budějovice-i j.)
- Zahnašovice (község, Kroměříži j.)
- Zahořany (község, Domažlicei j.)
- Zahořany (község, Nyugat-prágai j.)
- Zahorčice (község, Strakonicei j.)
- Záhoří (község, Jindřichův Hradec-i j.)
- Záhoří (község, Píseki j.)
- Záhoří (község, Semilyi j.)
- Záhoří (község, Tábori j.)
- Záhornice (község, Nymburki j.)
- Záhorovice (község, Uherské Hradiště-i j.)
- Zahrádka (község, Észak-plzeňi j.)
- Zahrádka (község, Třebíči j.)
- Zahrádky (község, Česká Lípa-i j.)
- Zahrádky (község, Jindřichův Hradec-i j.)
- Zaječí (község, Břeclavi j.)
- Zaječice (község, Chrudimi j.)
- Zaječov (község, Berouni j.)
- Zájezd (község, Kladnói j.)
- Zájezdec (község, Chrudimi j.)
- Zajíčkov (község, Pelhřimovi j.)
- Žákava (község, Dél-plzeňi j.)
- Zákolany (község, Kladnói j.)
- Žákovice (község, Přerovi j.)
- Zakřany (község, Brno-vidéki j.)
- Zákupy (város, Česká Lípa-i j.)
- Žáky (község, Kutná Hora-i j.)
- Žalany (község, Teplicei j.)
- Zalešany (község, Kolíni j.)
- Zálesí (község, Znojmói j.)
- Zálesná Zhoř (község, Brno-vidéki j.)
- Zálezlice (község, Mělníki j.)
- Zálezly (község, Prachaticei j.)
- Žalhostice (község, Litoměřicei j.)
- Žalkovice (község, Kroměříži j.)
- Zaloňov (község, Náchodi j.)
- Zálší (község, Tábori j.)
- Zálší (község, Ústí nad Orlicí-i j.)
- Zalužany (község, Příbrami j.)
- Záluží (község, Berouni j.)
- Záluží (község, Litoměřicei j.)
- Zálužice (község, Lounyi j.)
- Žamberk (város, Ústí nad Orlicí-i j.)
- Záměl (község, Rychnov nad Kněžnou-i j.)
- Zámostí-Blata (község, Jičíni j.)
- Žampach (község, Ústí nad Orlicí-i j.)
- Zámrsk (község, Ústí nad Orlicí-i j.)
- Zámrsky (község, Přerovi j.)
- Žandov (város, Česká Lípa-i j.)
- Zápy (mezőváros, Kelet-prágai j.)
- Žár (község, České Budějovice-i j.)
- Žáravice (község, Pardubicei j.)
- Zářecká Lhota (község, Ústí nad Orlicí-i j.)
- Záříčí (község, Kroměříži j.)
- Žarošice (község, Hodoníni j.)
- Žárovná (község, Prachaticei j.)
- Zárubice (község, Třebíči j.)
- Záryby (község, Kelet-prágai j.)
- Zásada (mezőváros, Jablonec nad Nisou-i j.)
- Zásmuky (város, Kolíni j.)
- Zašová (község, Vsetíni j.)
- Zašovice (község, Třebíči j.)
- Zastávka (község, Brno-vidéki j.)
- Zástřizly (község, Kroměříži j.)
- Žatčany (község, Brno-vidéki j.)
- Žatec (község, Jihlavai j.)
- Žatec (város, Lounyi j.)
- Zátor (község, Bruntáli j.)
- Závada (község, Opavai j.)
- Zavidov (község, Rakovníki j.)
- Závišice (község, Nový Jičín-i j.)
- Závist (község, Blanskói j.)
- Zavlekov (község, Klatovyi j.)
- Závraty (község, České Budějovice-i j.)
- Zbečno (község, Rakovníki j.)
- Zbelítov (község, Píseki j.)
- Zbenice (község, Příbrami j.)
- Zběšičky (község, Píseki j.)
- Zbilidy (község, Jihlavai j.)
- Zbinohy (község, Jihlavai j.)
- Zbiroh (város, Rokycanyi j.)
- Zbizuby (község, Kutná Hora-i j.)
- Zblovice (község, Znojmói j.)
- Zborov (község, Šumperki j.)
- Zborovice (község, Kroměříži j.)
- Zborovy (község, Klatovyi j.)
- Zbožíčko (község, Nymburki j.)
- Zbrašín (község, Lounyi j.)
- Zbraslav (község, Brno-vidéki j.)
- Zbraslavec (község, Blanskói j.)
- Zbraslavice (község, Kutná Hora-i j.)
- Zbůch (község, Észak-plzeňi j.)
- Zbuzany (község, Nyugat-prágai j.)
- Zbyslavice (község, Ostrava városi j.)
- Zbýšov (város, Brno-vidéki j.)
- Zbýšov (község, Kutná Hora-i j.)
- Zbýšov (község, Vyškovi j.)
- Zbytiny (község, Prachaticei j.)
- Ždánice (város, Hodoníni j.)
- Ždánice (község, Kolíni j.)
- Ždánice (község, Žďár nad Sázavou-i j.)
- Ždánov (község, Domažlicei j.)
- Žďár (község, Blanskói j.)
- Žďár (község, Jindřichův Hradec-i j.)
- Žďár (község, Mladá Boleslav-i j.)
- Žďár (község, Píseki j.)
- Žďár (község, Rakovníki j.)
- Žďárec (község, Brno-vidéki j.)
- Žďárek (község, Libereci j.)
- Žďárky (község, Náchodi j.)
- Žďárná (község, Blanskói j.)
- Žďár nad Metují (község, Náchodi j.)
- Žďár nad Orlicí (község, Rychnov nad Kněžnou-i j.)
- Žďár nad Sázavou (város, Žďár nad Sázavou-i j.)
- Zděchov (község, Vsetíni j.)
- Zdechovice (község, Hradec Králové-i j.)
- Zdechovice (község, Pardubicei j.)
- Zdelov (község, Rychnov nad Kněžnou-i j.)
- Zdemyslice (község, Dél-plzeňi j.)
- Zdeňkov (község, Jihlavai j.)
- Zderaz (község, Chrudimi j.)
- Zdětín (község, Mladá Boleslav-i j.)
- Zdětín (község, Prostějovi j.)
- Zdiby (község, Kelet-prágai j.)
- Zdice (város, Berouni j.)
- Zdíkov (község, Prachaticei j.)
- Ždírec (község, Česká Lípa-i j.)
- Ždírec (község, Dél-plzeňi j.)
- Ždírec (község, Havlíčkův Brod-i j.)
- Ždírec (község, Jihlavai j.)
- Ždírec nad Doubravou (város, Havlíčkův Brod-i j.)
- Zdislava (mezőváros, Libereci j.)
- Zdislavice (mezőváros, Benešovi j.)
- Zdobín (község, Trutnovi j.)
- Zdobnice (község, Rychnov nad Kněžnou-i j.)
- Zdounky (község, Kroměříži j.)
- Zduchovice (község, Příbrami j.)
- Žebrák (város, Berouni j.)
- Žehuň (község, Kolíni j.)
- Žehušice (mezőváros, Kutná Hora-i j.)
- Želatovice (község, Přerovi j.)
- Želeč (község, Prostějovi j.)
- Želeč (község, Tábori j.)
- Želechovice (község, Olomouci j.)
- Želechovice nad Dřevnicí (község, Zlíni j.)
- Zelená Hora (község, Vyškovi j.)
- Zeleneč (község, Kelet-prágai j.)
- Zelenecká Lhota (község, Jičíni j.)
- Želenice (község, Kladnói j.)
- Želenice (község, Mosti j.)
- Želešice (község, Brno-vidéki j.)
- Želetava (mezőváros, Třebíči j.)
- Želetice (község, Hodoníni j.)
- Želetice (község, Znojmói j.)
- Železná (község, Berouni j.)
- Železná Ruda (város, Klatovyi j.)
- Železné (község, Brno-vidéki j.)
- Železnice (város, Jičíni j.)
- Železný Brod (város, Jablonec nad Nisou-i j.)
- Želiv (község, Pelhřimovi j.)
- Želivsko (község, Svitavyi j.)
- Želízy (község, Mělníki j.)
- Želkovice (község, Lounyi j.)
- Želnava (község, Prachaticei j.)
- Zemětice (község, Dél-plzeňi j.)
- Ženklava (község, Nový Jičín-i j.)
- Žeranovice (község, Kroměříži j.)
- Žeravice (község, Hodoníni j.)
- Žeraviny (község, Hodoníni j.)
- Žerčice (község, Mladá Boleslav-i j.)
- Žeretice (község, Jičíni j.)
- Žermanice (község, Frýdek-místeki j.)
- Žernov (mezőváros, Náchodi j.)
- Žernov (község, Semilyi j.)
- Žernovice (község, Prachaticei j.)
- Žernovník (község, Blanskói j.)
- Žerotice (község, Znojmói j.)
- Žerotín (község, Lounyi j.)
- Žerotín (község, Olomouci j.)
- Žerůtky (község, Blanskói j.)
- Žerůtky (község, Znojmói j.)
- Zhoř (község, Brno-vidéki j.)
- Zhoř (község, Jihlavai j.)
- Zhoř (község, Píseki j.)
- Zhoř (község, Tachovi j.)
- Zhořec (község, Pelhřimovi j.)
- Zhoř u Mladé Vožice (község, Tábori j.)
- Zhoř u Tábora (község, Tábori j.)
- Žichlínek (község, Ústí nad Orlicí-i j.)
- Zichovec (község, Kladnói j.)
- Žichovice (község, Klatovyi j.)
- Židlochovice (város, Brno-vidéki j.)
- Židněves (község, Mladá Boleslav-i j.)
- Židovice (község, Jičíni j.)
- Židovice (község, Litoměřicei j.)
- Žihle (község, Észak-plzeňi j.)
- Žihobce (község, Klatovyi j.)
- Žilina (község, Kladnói j.)
- Žilov (község, Észak-plzeňi j.)
- Žim (község, Teplicei j.)
- Žimutice (község, České Budějovice-i j.)
- Žinkovy (mezőváros, Dél-plzeňi j.)
- Žirov (község, Pelhřimovi j.)
- Žirovnice (város, Pelhřimovi j.)
- Žíšov (község, Tábori j.)
- Žitenice (község, Litoměřicei j.)
- Žítková (község, Uherské Hradiště-i j.)
- Žitovlice (község, Nymburki j.)
- Živanice (község, Pardubicei j.)
- Životice (község, Dél-plzeňi j.)
- Životice u Nového Jičína (község, Nový Jičín-i j.)
- Žiželice (község, Kolíni j.)
- Žiželice (község, Lounyi j.)
- Žižice (község, Kladnói j.)
- Žižkovo Pole (község, Havlíčkův Brod-i j.)
- Zlámanec (község, Uherské Hradiště-i j.)
- Zlatá (község, Kelet-prágai j.)
- Zlatá Koruna (község, Český Krumlov-i j.)
- Zlatá Olešnice (község, Jablonec nad Nisou-i j.)
- Zlatá Olešnice (község, Trutnovi j.)
- Zlaté Hory (város, Jeseníki j.)
- Zlátenka (község, Pelhřimovi j.)
- Zlatníky-Hodkovice (község, Nyugat-prágai j.)
- Žlebské Chvalovice (község, Chrudimi j.)
- Žleby (község, Kutná Hora-i j.)
- Zlechov (község, Uherské Hradiště-i j.)
- Zlín (város, Zlíni j.)
- Zliv (város, České Budějovice-i j.)
- Zlobice (község, Kroměříži j.)
- Zlončice (község, Mělníki j.)
- Zlonice (mezőváros, Kladnói j.)
- Zlonín (község, Kelet-prágai j.)
- Zlosyň (község, Mělníki j.)
- Zlukov (község, Tábori j.)
- Žlunice (község, Jičíni j.)
- Žlutava (község, Zlíni j.)
- Žlutice (város, Karlovy Vary-i j.)
- Znětínek (község, Žďár nad Sázavou-i j.)
- Znojmo (város, Znojmói j.)
- Zruč nad Sázavou (város, Kutná Hora-i j.)
- Zruč-Senec (község, Észak-plzeňi j.)
- Zubčice (község, Český Krumlov-i j.)
- Zubří (város, Vsetíni j.)
- Zubří (község, Žďár nad Sázavou-i j.)
- Zubrnice (község, Ústí nad Labem-i j.)
- Žulová (város, Jeseníki j.)
- Žumberk (mezőváros, Chrudimi j.)
- Županovice (község, Jindřichův Hradec-i j.)
- Županovice (község, Příbrami j.)
- Zvánovice (község, Kelet-prágai j.)
- Zvěřínek (község, Nymburki j.)
- Zvěrkovice (község, Třebíči j.)
- Zvěrotice (község, Tábori j.)
- Zvěstov (község, Benešovi j.)
- Zvěstovice (község, Havlíčkův Brod-i j.)
- Zvíkov (község, České Budějovice-i j.)
- Zvíkov (község, Český Krumlov-i j.)
- Zvíkovec (mezőváros, Rokycanyi j.)
- Zvíkovské Podhradí (község, Píseki j.)
- Zvole (község, Nyugat-prágai j.)
- Zvole (község, Šumperki j.)
- Zvole (község, Žďár nad Sázavou-i j.)
- Zvoleněves (község, Kladnói j.)
- Zvolenovice (község, Jihlavai j.)
- Zvotoky (község, Strakonicei j.)